# Joseph Kessel
Joseph Kessel (n. 10 februarie 1898, Villa Clara⁠(d), Provincia Entre Ríos, Argentina – d. 23 iulie 1979, Avernes⁠(d), Île-de-France, Franța) a fost un jurnalist și romancier francez.
A scris romane-reportaj cultivând aventura și sacrificiul din experiența celor două războaie mondiale într-un stil alert.

## Biografie
S-a născut în Argentina și aceasta deoarece tatăl său, medic lituanian de origine ebraică, se afla în mod constant în deplasare în interes profesional.
Și-a petrecut primii ani ai copilăriei în orașul rus Orenburg, ca apoi să revină în Franța, unde se mută întreaga sa familie.
Studiază la Nice și la Paris și participă la Primul Război Mondial ca aviator.
Kessel a scris, împreună cu nepotul său Maurice Druon, textul cântecului Le Chant des Partisans a cărui muzică, o adaptare a unui cântec rus, a fost compusă de Anna Marly, cântec care a devenit un adevărat imn al Forțelor Franceze Libere.
A fost membru al Academiei Franceze din 1962 până la sfârșitul vieții.
A încetat din viață la Avernes și a fost înmormântat la cimitirul Montparnasse din Paris.

## Scrieri
- 1923: Echipajul ("L'équipage")
- 1926: Prizonierii ("Les captifs")
- 1929: Vânt de nisip ("Vents de sable")
- 1943: Armata umbrelor ("L'Armée des ombres")
- 1950: Rândul nenorocirilor ("Le tour du malheur").

## Traduceri în limba română
- Leul, Editura Tineretului, București, 1967, 208 pagini
- Echipajul - Batalionul Cerului, Editura Militară, București, 1972, 261 pagini
- Călăreții, Editura Univers, București, 1970, 474 pagini
- Mermoz (volumele I si II), traducător Pavel Popescu, Colecția Delfin, Editura Meridiane, București, 1985
- Frumoasa de zi, Editura  Narcis, București, 1991, 128 pagini
- Nopți princiare, Editura Doina, București, 1993, 240 pagini